# Juez ad hoc
Un juez ad hoc es una figura del derecho internacional que se recoge en diversos tratados y normas jurídicas para fijar los miembros de los Tribunales o Cortes de justicia internacionales, cuando en el Tribunal o Corte que debe conocer de un asunto no figura entre sus miembros ningún nacional del país en cuestión. Así, el tribunal o Corte se dirige al Gobierno del Estado correspondiente señalándole tal circunstancia y su derecho a proponer un juez ad hoc (lo que significa un juez para un fin específico) para formar parte del Tribunal.
Una vez propuesto y aceptado por el Tribunal o Corte, se integra como un juez más, esto es, no representa al Gobierno que lo nombró ni a ningún otro, y se integra con carácter individual y plena responsabilidad por sus actuaciones, garantizando así los principios de independencia e imparcialidad. En general, los requisitos exigibles a los jueces ad hoc son los mismos que para el resto del Tribunal o Corte.
En cuanto al régimen de incompatibilidades y los casos de excusas, renuncia, impedimento o inhabilitación de los jueces ad hoc, se siguen en cada Corte o Tribunal las mismas normas que para el resto de los jueces y, por lo tanto, con carácter general, no podrán ser altos cargos del poder ejecutivo en ningún país, no pueden tener interés directo personal o familiar en el caso, ni pueden haber intervenido de cualquier forma en el mismo con anterioridad a cursarse en el Tribunal o Corte internacional.